# Tuka (genre)
Tuka is een muziek- en dansstijl in Suriname die zijn oorsprong kent onder Aukaners.
Tuka ontstond in de tweede helft van de 19e eeuw. Ze wordt tijdens een wintiprei gespeeld in een vierkwartsmaat als afwisseling van een 12/8-maat of als overstap op een andere dansstijl. In de stijl wordt gebruik gemaakt van traditionele trommels.
Deze muziek- en dansstijl maakt deel uit van rouwceremonies. Ze doet dienst als troost en aanmoediging voor de nabestaanden om het verlies te aanvaarden.